# HMS Bulwark (1807)
HMS Bulwark (Корабль Его Величества «Болверк») — 74-пушечный линейный корабль третьего ранга. Второй корабль Королевского флота,
названный HMS Bulwark. Корабль был разработан сэром Уильямом Рулом и был единственным судном своего типа. Относился к так
называемым «большим 74-пушечным кораблям», нёс на верхней орудийной палубе 24-фунтовые пушки, вместо 18-фунтовых у
«обычных 74-пушечных». Заложен в апреле 1804 года. Спущен на воду 23 апреля 1807 года на королевской верфи в
Портсмуте. Принял участие во многих морских сражениях периода Наполеоновских войн и Англо-американской войны.

## Служба
Весной 1812 года Bulwark, под командованием капитана Томаса Брауна, входил в состав эскадры капитана сэра Джона Гора,
блокирующей Лорьян. 9 марта 1812 года французская эскадра вице-адмирала Закари Аллемана из четырёх линейных кораблей и двух
корветов прорвала британскую блокаду и устремилась в море. Эскадра Томаса Брауна устремилась за ними в погоню, но обнаружить противника так и не смогли.
В августе 1814 года Bulwark принял участие в экспедиции вверх по реке Пенобскот в штате Мэн. Первыми туда отправились корабли Sylph, Dragon, Endymion, Bacchante, Peruvian, а также некоторые транспорты. Bulwark, Tenedos, Rifleman и Pictou присоединились к ним 31 августа. Вечером 31 августа Sylph, Peruvian и транспортное судно Harmony, в сопровождении шлюпок с Dragon, взяв на борт морских пехотинцев со всех кораблей эскадры, солдат и отряд Королевской Артиллерии, отправились вверх по реке Пенобскот под командованием капитана Роберта Барри с Dragon. Целью путешествия был американский фрегат Adams, вооружённый двадцатью шестью 18-фунтовыми пушками, который нашёл убежище в 27 км вверх по течению реки возле города Хэмпден, штат Мэн. Здесь американцы сняли с Adams его пушки и установили девять из них на соседнем холме и четырнадцать на пристани рядом с кораблём.
Путешествие вверх по реке заняло у англичан два дня, и завершилось битвой при Хэмпдене. В результате сражения англичане
смогли разбить гарнизон защищавший город и начали преследование американцев, которые отступали в направлении Бангора. При этом американцы успели поджечь Adams и вскоре корабль взорвался. Но британцам удалось захватить одиннадцать других кораблей и ещё шесть они уничтожили. Они потеряли только одного человека, моряка из экипажа Dragon, и ещё несколько солдат получили ранения.
В октябре 1814 года Bulwark, под командованием капитана Дэвида Милна Спитхеда, захватил каперскую шхуну Harlequin из
Портсмута. Она была вооружена десятью 12-фунтовыми пушками и имела на борту экипаж из 113 матросов и офицеров. Это было
новое, обшитое медью судно, которое четырьмя днями ранее отправилось в своё первое плавание.
22 января 1815 года Bulwark, после погони, продолжавшейся десять часов, захватил каперскую шхуну Tomahawk под командованием шкипера Филиппа Бессона, которая вышла двумя днями ранее из Бостона в круиз. Она была вооружена девятью орудиями, в том числе одним 24-фунтовым, и имела экипаж из 84 человек из Балтимора.
В конце Англо-американской войны Bulwark отплыл к Бермудским островам чтобы доставить контр-адмирала Гриффита в Галифакс. Затем он сопровождал транспорты с 7000 солдат из Квебека в Портсмут. Войска прибыли вовремя, чтобы успеть присоединиться к британской армии в Нидерландах.
Вскоре по возвращении в Англию Bulwark был переведён в Чатем, где был отправлен в резерв. Однако в октябре 1815 года он вновь вступил в строй под командованием капитана Мак Кинли в качестве сторожевого корабля в Ширнессе. Он оставался в этом качестве до 27 ноября 1821 когда было принято отправить корабль в резерв. В октябре 1824 года корабль был переоборудован в блокшив в Портсмуте. Он находился там до 1825 года, когда было принято решение вывести его из состава флота и отправить на слом.